# Mo Foster
Michael Ralph (Mo) Foster (Byfleet, 22 december 1944 – Hampstead (Londen), 3 juli 2023) was een Britse basgitarist, die een breed scala van de jazz- en rockmuziek speelde.

## Biografie
Foster begon met muziek toen hij in schoolbandjes speelde en later in de band van de Universiteit van Sussex, alwaar hij natuurkunde en wiskunde studeerde. Hij speelde slagwerk en basgitaar. Daarna werkte hij als laboratoriumassistent, maar dat bleek niet zijn stiel te zijn. Al snel na de universiteit ging hij spelen in de band Affinity, van manager Ronnie Scott, de later zeer befaamde jazzclubeigenaar. Affinity speelde midden jaren 60 jazzrock, een stroming die dan van de grond komt. Affinity werd kort hierop opgeheven en Foster ging verder als sessiemusicus, die op muziekalbums van andere artiesten de basgitaarpartij speelde. Foster trad in mindere mate op, daarbij speelde hij met zeer succesvolle slagwerkers als Simon Phillips, Ray Cooper en Phil Collins.
Enkele artiesten waarmee Foster heeft opgetreden zijn Phil Collins, Jeff Beck, Joan Armatrading, Gil Evans, Mike d'Abo, Van Morrison, RMS, Eric Clapton, Sting, Maggie Bell, Dusty Springfield, The Manfreds, George Martin, Hank Marvin, Cliff Richard en Veronique Sanson.
Enkele artiesten waarmee hij studioalbums heeft gemaakt zijn onder meer Phil Collins, Jeff Beck, Gerry Rafferty, Ringo Starr, Frida (van ABBA via Phil Collins), Gil Evans, Gary Moore, Cher, Scott Walker, Tanita Tikaram, Mort Schuman, Peter Green, Nanci Griffith, Rod Argent, José Carreras, Elkie Brooks, Michael Schenker, Olivia Newton-John, Neil Innes, Colin Blunstone, Howard Jones, Roger Glover, Judie Tzuke, Russ Ballard, Nigel Kennedy, Sheena Easton, Meatloaf, Andrew Lloyd Webber & Tim Rice, Luka Bloom, Royal Philharmonic Orchestra en London Symphony Orchestra.
Zo af en toe verscheen er ook een soloalbum van hem, maar dit had niet de prioriteit van Foster.
Naast musiceren schreef Foster boeken over muziek en met name over de (bas)gitaar, hij was ook producer.
Foster overleed op 78-jarige leeftijd aan de gevolgen van kanker in de lever en galkanaal.

## Discografie
Solo
- (1988): Bel Assis
- (1991): Southern Reunion
- (2002): Time to think
- (2006): Live at the Blues West 14
- Belsize lane (aangekondigd maar nog niet verschenen).

RMS bestaande uit Ray Russel, Mo en Simon Phillips:
- Centennial Park
- Live at the Venue 1982
- Live at the Montreux Jazz Festival 1983.